# Familienpflegezeit
Die Familienpflegezeit soll Arbeitnehmern die Möglichkeit geben, über einen Zeitraum von bis zu zwei Jahren Pflege und Beruf zu vereinbaren. Das Gesetz über die Familienpflegezeit (FPflZG) trat in Deutschland am 1. Januar 2012 in Kraft.

## Ablauf der Familienpflegezeit
Arbeitnehmer sollen ihre Arbeitszeit über maximal zwei Jahre auf bis zu 15 Stunden pro Woche reduzieren können, wenn sie einen nahen Angehörigen pflegen. Zugleich soll es hierbei nicht zu einem kompletten Verdienstausfall kommen. Die Hälfte des Verdienstausfalles kann durch das Bundesamt für Familie und zivilgesellschaftliche Aufgaben (BAFzA) über ein zinsloses Bundesdarlehen übernommen werden und ist dann nach Beendigung der Familienpflegezeit durch den Arbeitgeber an das BAFzA zurücküberwiesen. Für die Beantragung des Darlehens sind folgende Unterlagen vorzulegen (§ 12 FPfZG):
1. Vereinbarung über die Familienpflegezeit,
2. Gehaltsabrechnungen der letzten 12 Monate,
3. Nachweis über die Pflegebedürftigkeit des nahen Angehörigen,
4. Bescheinigung über eine Versicherung des Arbeitnehmers im Sinne des § 4 Familienpflegezeitgesetzes.

Der Arbeitnehmer arbeitet demnach den gleichen Zeitraum, den er vorher in der Pflegezeit ein höheres Gehalt bei reduzierter Arbeitszeit bezog, nach der Pflegephase bei reduziertem Gehalt weiter.
Rechenbeispiel: Ein vollzeitbeschäftigter Arbeitnehmer reduziert seine wöchentliche Arbeitszeit für ein Kalenderjahr auf 50 Prozent, erhält jedoch während der Pflegephase 75 Prozent seines vorherigen Gehaltes. Nach der Pflegephase arbeitet er nun ein Kalenderjahr wieder 40 Stunden pro Woche, bezieht aber weiterhin 75 Prozent seines Gehaltes.
Um das Risiko einer Berufs- und Erwerbsunfähigkeit in der Rückzahlungsphase, in der der Arbeitnehmer wieder voll berufstätig ist, zu minimieren, muss jeder Beschäftigte, der die Familienpflegezeit in Anspruch nimmt, eine Versicherung abschließen. Die Versicherung endet mit dem letzten Tag der Lohnrückzahlungsphase der Familienpflegezeit.

## Rechtliche Rahmenbedingungen

### Arbeitsrecht
Für den Arbeitnehmer besteht durch das vom Bundestag am 23. Dezember 2014 beschlossenen Gesetz zur besseren Vereinbarkeit von Familie, Pflege und Beruf ein Rechtsanspruch auf Familienpflegezeit. Der Arbeitnehmer kann Familienpflegezeit von 2015 an für die Dauer von maximal 24 Monaten geltend machen. Der Freistellungsanspruch gilt auch für die Betreuung eines minderjährigen pflegebedürftigen nahen Angehörigen.
Die Familienpflegezeit ist schriftlich geltend zu machen, spätestens 8 Wochen vor deren gewünschten Beginn. Im Antrag sind der Zeitraum und Umfang anzugeben, für die Familienpflegezeit in Anspruch genommen werden soll. Ebenso die gewünschte Verteilung der reduzierten Arbeitszeit. Arbeitgeber und Arbeitnehmer haben nach dem Gesetz eine schriftliche Vereinbarung über die Verringerung und Verteilung der Arbeitszeit zu treffen. Hierbei hat der Arbeitgeber den Wünschen des Arbeitnehmers zu entsprechen, es sei denn, dringende betriebliche Gründe stehen dem entgegen.
Bei befristeten Arbeitsverträgen darf die Vereinbarung über die Pflegezeit höchstens die Hälfte der verbleibenden Laufzeit der Beschäftigung in Anspruch nehmen. Sowohl für die Familienpflegezeit als auch für die Nachpflegephase besteht ein besonderer Kündigungsschutz. Durch die Beitragszahlungen aus dem reduzierten Gehalt und den Leistungen der Pflegeversicherung in der Familienpflegezeit bleiben die Rentenansprüche etwa auf dem Niveau der Vollbeschäftigung.

### Steuerrecht
Das Familienpflegezeitgesetz enthält keine Regelungen über die steuerliche Behandlung der verschiedenen Phasen der Familienpflegezeit. Arbeitnehmer, die ihre Arbeitszeit zur Ausübung der Familienpflegezeit über einen Zeitraum von höchstens zwei Jahren auf bis zu 15 Stunden reduzieren, erhalten während der Familienpflegezeit eine Entgeltaufstockung in Höhe der Hälfte der Differenz zwischen dem bisherigen Arbeitsentgelt und dem Arbeitsentgelt, das sich infolge der Reduzierung der Arbeitszeit ergibt (bspw. Entgeltaufstockung auf 75 % des letzten Bruttoeinkommens, wenn ein Vollzeitbeschäftigter seine Arbeitszeit auf 50 % reduziert). Zum Ausgleich erhalten die Arbeitnehmer später bei voller Arbeitszeit weiterhin nur das reduzierte Gehalt (bspw. Entgelt in Höhe von 75 % des letzten Bruttoeinkommens bei 100 % Arbeitszeit), bis ein Ausgleich des „negativen“ Wertguthabens erfolgt ist. In Höhe der Summe aus dem verringerten (regulären) Arbeitsentgelt und der Entgeltaufstockung des Arbeitgebers nach § 3 Absatz 1 Nummer 1 Buchstabe b FPfZG liegt steuerpflichtiger Arbeitslohn vor.
Im Einzelnen siehe Verwaltungsanweisung des Bundesfinanzministeriums vom 23. Mai 2012, Az.: IV C 5 - S 1901/11/10005 zu den folgenden Themen:
- Arbeitszeitverringerung und Entgeltaufstockung während der Familienpflegezeit
- Nachpflegephase
- Zinsloses Darlehen an den Arbeitgeber
- Beitragszahlungen zur Familienpflegezeitversicherung
- Leistungen der Familienpflegezeitversicherung
- Erstattungen des Arbeitnehmers
- Prämienvorteile durch einen Gruppenversicherungsvertrag
- Erlöschen des Ausgleichsanspruchs

## Hintergrund
Laut Statistischem Bundesamt waren im Jahr 2007 2,25 Millionen Menschen auf Pflege angewiesen. Hiervon wurden mehr als zwei Drittel (1,58 Millionen) durch Angehörige und ambulante Dienste betreut.
Politischen Handlungsbedarf leitet das Bundesministerium für Familie, Senioren, Frauen und Jugend (BMFSFJ) daraus ab, dass laut statistischen Hochrechnungen die Zahl der Pflegebedürftigen in Deutschland bis zum Jahr 2030 auf etwa 3,4 Millionen und bis 2050 auf circa 4,5 Millionen ansteigen soll, was einer Verdoppelung gleichkäme.
Untersuchungen des BMFSFJ zeigen, dass 76 Prozent der Berufstätigen ihre Angehörigen so weit wie möglich selbst betreuen möchten. Daher sprach sich Bundesministerin Kristina Schröder bereits 2010 öffentlich für eine Familienpflegezeit aus. Mit der Familienpflegezeit möchte die christlich-liberale Koalition die Beschäftigten bei der Pflege von Angehörigen unterstützen. Die Koalition aus CDU/CSU und FDP beschloss das entsprechende Gesetz am 20. Oktober 2011.

## Häufigkeit der Inanspruchnahme
Die Süddeutsche Zeitung berichtete am 28. Dezember 2012 unter Berufung auf eine vorläufige Statistik des Bundesfamilienministeriums, dass im ersten Jahr, in dem die Familienpflegezeit in Anspruch genommen werden konnte, von dieser Möglichkeit lediglich 200 Arbeitnehmer Gebrauch gemacht hätten.